# Tommy Kristiansen
Tommy Kristiansen (Kopenhagen, 8 oktober 1953) is een Deens voormalig voetballer die uitkwam voor Go Ahead Eagles, Feyenoord, FC Haarlem en sc Heerenveen. Hij speelde als aanvaller.